# Esterka (Łódź)
Pour l’article homonyme, voir Esterka.
Esterka est une localité polonaise de la gmina de Nowy Kawęczyn, située dans le powiat de Skierniewice en voïvodie de Łódź.